# Santuario della Beata Vergine delle Grazie (Grosotto)
(Giovanni Paolo II, Regina Caeli, 5 maggio 1996)
Il Santuario della Beata Vergine delle Grazie è un luogo di culto cattolico di Grosotto, annoverato nell'elenco dei Santuari e templi votivi della Diocesi di Como.

## Storia
La costruzione del Santuario iniziò nel 1487, come ringraziamento degli abitanti di Grosotto per lo scampato pericolo di distruzione del paese da parte delle truppe delle Tre Leghe provenienti da Bormio.
Consacrato nel 1490 dal vescovo titolare di Ascalone Bernardino de Vacchis, il Santuario venne dapprima ampliato (1534), per poi essere completamente rifatto tra il 1609 e il 1634. Il rifacimento venne curato dai ticinesi Sebastiano Scala e Gaspare Aprile. Al termine dei lavori, la nuova chiesa fu riconsacrata dal cardinal Borromeo nel 1664.

## Descrizione

### Esterni
Il Santuario si presenta con una facciata delimitata da un frontone e da due lesene di colore verde. Al centro della facciata si apre una serliana, disposta al di sopra del portale d'ingresso scolpito da Giovanni Battista Aprile nel 1639. Dall'esterno, la luce entra nel Santuario anche attraverso una serie di finestre termali realizzate sulle pareti laterali.
Sul lato settentrionale della chiesa si erge il campanile, inizialmente costruito nel 1500 ma poi rifatto, tra vicessitudini varie, tra il 1645 e il 1705. Nel campanile trova posto un concerto di cinque campane.

### Interni
L'interno è a una sola navata, divisa in tre campate e terminante in un presbiterio rettangolare. La navata è coperta da una volta a botte, stuccata e affrescata dal pittore valtellinese Eliseo Fumagalli.
L'area presbiteriale è dominata dal monumentale altare maggiore, alto 15 m, opera che impegnò l'artista di Mù Pietro Ramus per quasi un decennio, a partire dal 1673.
Nel Santuario si conserva inoltre un organo Settecentesco, restaurato dai Serassi nel 1873 e dotato di cassa in legno scolpita nella prima metà del XVIII secolo. Al Settecento risalgono anche le sculture del coro, collocate di fronte all'organo e protette da una cancellata del quarto decennio del Seicento.
Nelle cappelle laterali, gli affreschi sono di Giuseppe e Ferdinando Crivelli. A quest'ultimo si deve anche la realizzazione della sacrestia. Nella seconda delle cappelle di destra trova posto una statua mariana in legno di pioppo, attribuita a Giacomo del Maino e bottega, databile al 1490 circa. La scultura, l'unica parte rimasta di un’ancona andata perduta nelle ripetute trasformazioni del santuario nel corso dei secoli, è stata restaurata nel 2021.
Tra le opere pittoriche conservate nel Santuario, una Sacra Famiglia dipinta da Marcello Venusti.